# Anastrephoides annulifera
Anastrephoides annulifera är en tvåvingeart som beskrevs av Erich Martin Hering 1940. Anastrephoides annulifera ingår i släktet Anastrephoides och familjen borrflugor. Inga underarter finns listade i Catalogue of Life.